# The Boob
The Boob és una pel·lícula muda estatunidenca dirigida per William A. Wellman i protagonitzada per Gertrude Olmstead, George K. Arthur i Joan Crawford. Es va estrenar el 17 de maig de 1926. Inicialment la pel·lícula l'havia de dirigir Robert Vignola però va ser ràpidament substituït per Wellman; el resultat però no va ser gens de gust dels productors que van acomiadar el director i no estrenaren la pel·lícula fins un any més tard.

## Argument
Peter (George K. Arthur) és un granger idealista que busca guanyar el cor d'Amy (Gertrude Olmstead), a qui agrada Harry (Tony D'Algy). Jane (Joan Crawford) és una agent de l'època de la Prohibició que busca activitats il·legals de contraban de licors.

## Repartiment
- Gertrude Olmstead: Amy
- George K. Arthur: Peter Good
- Joan Crawford: Jane
- Charles Murray: Cactus Jim
- Tony D'Algy: Harry Benson
- Hank Mann: L'empleat
- Edythe Chapman: la dona gran (no surt als crèdits)
- Babe London: la noia grassa (no surt als crèdits)